# Будинок на дюнах (фільм)
«Будинок на дюнах» (рос. «Дом на дюнах») — радянський художній телефільм 1984 року, знятий Свердловською кіностудією.

## Сюжет
Телефільм за однойменною повістю Роберта Стівенсона. Відокремлений будинок на дюнах, що стоїть на краю болотистої пустої місцевосці, привертає увагу якихось дивних людей, схожих на розбійників. Мешканці будинку і гості живуть як в облозі. Яка ж таємниця пов'язана з господарем будинку?

## У ролях
- Анжеліка Неволіна — Клара (озвучила Тетяна Іванова)
- Микола Кочегаров — Роберт Нортмор
- Олександр Рязанцев — Френк Кессіліс
- Едуард Марцевич — Хеддлстон
- Михайло Янушкевич — Беппо
- Аркадій Шалолашвілі — Антоніо
- Валерій Смєцкой — Маріо
- Тетяна Кузнецова — Еліс
- Ігор Ясулович — пастор

## Знімальна група
- Режисер — Дмитро Салинський
- Сценаристи — Дмитро Салинський, Іван Сєдов
- Оператор — Володимир Макеранець
- Композитор — Віталій Гевіксман
- Художник — Анатолій Пічугін